# 土屋礼央 レオなるど
『土屋礼央 レオなるど』（つちやれお レオなるど）は、ニッポン放送で2016年3月28日から2019年3月28日まで放送していたバラエティ番組である。

## 概要
ニッポン放送は平日午後のワイド枠で『大谷ノブ彦 キキマス!』を放送していたが聴取率不振により2年で終了し、2016年3月8日の定例記者会見でアカペラボーカルグループRAG FAIRのメンバー土屋礼央を起用する新番組を発表した。土屋は『土屋礼央のオールナイトニッポン』が終了した2005年6月以来11年振りにニッポン放送でレギュラーパーソナリティを担当する。
番組は平日午後の時間帯に「ちょっと集まって無駄話ができる公園のような場所」として、音楽など広い分野の「トーク&音楽バラエティ」と謳っている。
当該番組開始前から出演するNACK5の『キラメキ ミュージック スター「キラスタ」』の生放送が大宮アルシェ内STUDIO ARCHEで行われるため、番組開始当初の月曜日と火曜日は15時台を当日午前中に録音したものを放送した。番組開始当初は土屋単独で番組を進行したが、のちにニッポン放送の女性アナウンサーがアシスタントとして出演し、2018年10月時点でアシスタントの増山さやかは「ニッポン放送ラジオリビング」から出演する。2017年10月からレギュラーコメンテーターが加わり、通常ゲストに加えて2019年1月からテーマ毎に日替わりパートナーが出演した。
2019年3月4日の放送で28日をもって番組終了すると告知された。また、土屋は2019年上半期番組編成にて、月曜のナイターフロート番組として『土屋礼央 SOUND RING』を担当することとなり、増山は『春風亭一之輔 あなたとハッピー!』のアシスタントとして異動する。その後、土屋はピエール瀧の降板で3月以降空席になっていた裏番組である『たまむすび』（TBSラジオ）の木曜パートナーに同年8月から就任した。

## 放送時間
- 月 - 木曜 13:00 - 16:00(2016年3月28日 - 2019年3月28日)

### 放送時間変更等
2017年
- 1月5日：『ニッポン放送スポーツスペシャル 金杯実況中継』（15:00 - 16:00）放送のため、15:00までの短縮放送。
- 3月20日：『ニッポン放送ホリデースぺシャル 第2回ポピュラーステージ吹奏楽コンクール』（15:00 - 16:00）編成のため、番組休止
- 3月22日：『ショウアップナイタースペシャル 2017WORLD BASEBALL CLASSIC 準決勝 日本×アメリカ』が放送時間を延長したため、13:45より短縮放送となった。
- 11月23日：『ニッポン放送ホリデースペシャル南野陽子 今日はナンノ日っ!2017』（13:00 - 15:00）編成のため、番組休止

2018年
- 3月21日：ニッポン放送ホリデースペシャル『スダラボラジオ 音の逆襲』（14:00 - 15:00）編成のため、番組休止
- 5月3日：『ニッポン放送ホリデースペシャル 南野陽子 今日はナンノ日っ! 2018』（13:00 - 15:00）編成のため、番組休止
- 7月16日：『上州屋プレゼンツ ニッポン放送ホリデースペシャル 松本秀夫とつりビットのGOGOフィッシング』（15:00 - 16:00）編成のため、番組休止
- 9月17日：『Flick!On!TVプレゼンツ ニッポン放送ホリデースペシャル Flick!On!RADIO』（15:00 - 16:00）編成のため、番組休止
- 9月24日：『ショウアップナイター スペシャル 広島東洋カープ×横浜DeNAベイスターズ 実況中継』編成のため、番組休止
- 10月8日：『ニッポン放送ホリデースペシャル 知って納得!食べて満足!冷凍食品』（13:00 - 14:00）、『ニッポン放送ホリデースペシャル 太田胃散プレゼンツ 南野陽子 今日はナンノ日っ! 2018』（14:00 - 16:00）編成のため、番組休止
- 12月24日：『第44回ラジオ・チャリティー・ミュージックソン』編成のため、番組休止
- 12月31日：ニッポン放送イヤーエンドスペシャル『サンスポGoGoクイーンRADIO』（13:00 - 14:00）、編成のため、番組休止

2019年
- 1月1日：『松田丈志 Starting Over2019』（12:00 - 16:00）編成のため、番組休止
- 1月2日：『ニッポン放送 2019 New Year's Greetings Program 朝妻一郎 MY MUSIC ON THE RADIO 僕とラジオと音楽と』（12:00 - 16:00）編成のため、番組休止
- 1月3日：ニッポン放送 ニューイヤースペシャル『ずんの電車で1〜2本』（12:00 - 14:00）、『MOROHAと2019年の音楽を語ろう』（14:00 - 16:00）編成のため、番組休止
- 1月14日：ニッポン放送ホリデースぺシャル 『欅坂46・長濱ねる 二十歳の一曲』（13:00 - 16:00）編成のため、番組休止
- 2月11日：ホリデースペシャル 『ぐっさんの今日の父ちゃん何してる!?』（13:00 - 16:00）編成のため、番組休止
- 3月11日：特別番組『東日本大震災から8年 〜そのときラジオは…[10]』（13:00 - 15:44）編成のため、番組休止
- 3月21日：ニッポン放送ホリデースぺシャル 『REPROFILE』（13:00 - 14:00）、『柳原可奈子 ALL BRASS NIPPON』（14:00 - 15:00）、『第4回全国ポピュラーステージ吹奏楽コンクール〜ありがとう。の“奏”〜』（15:00 - 16:00）編成のため、番組休止

## 出演者

### 現在

#### パーソナリティ
- 土屋礼央（RAG FAIR、TTRE）

#### アシスタント
2017年4月から全時間帯に出演していたが、2018年10月から午後2時30分頃からの出演に変更
- 増山さやか（ニッポン放送アナウンサー） - 2016年3月29日[11] - 2019年3月28日

#### 日替りパートナー
2019年1月から出演
あくまでも土屋と一緒に番組進行を行うため、「ゲスト」とは別扱いし、内包コーナー進行から交通情報、気象情報振り含めて行う
- 月曜：堀ちえみ（タレント） - 2019年1月7日、馬場俊英（シンガーソングライター） - 2019年1月21日、グッチ裕三（歌手、タレント） - 2019年2月4日、笑福亭鶴光（落語家） - 2019年2月18日、徳光和夫（タレント、フリーアナウンサー、元日本テレビアナウンサー） - 2019年2月25日、西川貴教（ミュージシャン） - 2019年3月4日
- 火曜：田中美和子（タレント、フリーアナウンサー） - 2019年1月8日、井上咲楽（タレント） - 2019年1月15日、佐藤竹善（SING LIKE TALKING） - 2019年1月22日、さかいゆう（シンガーソングライター） - 2019年1月29日、小林克也（ラジオDJ） - 2019年2月5日、大木隆太郎（恋愛起業家） - 2019年2月12日、 林家彦いち（落語家） - 2019年2月19日、師岡正雄（フリーアナウンサー、ニッポン放送スポーツ部契約アナウンサー） - 2019年2月26日、藤澤ノリマサ（歌手） - 2019年3月5日、いっこく堂（腹話術師） - 2019年3月12日
- 水曜：里咲りさ（アイドル、シンガーソングライター） - 2019年1月9日、姫乃たま（アイドル） - 2019年1月16日、渡辺美里（歌手） - 2019年1月23日、モト冬樹（タレント、歌手） - 2019年1月30日、ミッツ・マングローブ（タレント、ドラァグクイーン） - 2019年2月6日、宮脇詩音（歌手） - 2019年2月13日、桂米助（落語家） - 2019年2月20日、ふかわりょう（タレント、ミュージシャン） - 2019年2月27日、桑山哲也（アコーディオン奏者） - 2019年3月6日、堀内健（ネプチューン） - 2019年3月13日
- 木曜：高田夏帆（タレント、女優） - 2019年1月10日、玉川美沙（ラジオパーソナリティ） - 2019年1月17日、ダイアモンド☆ユカイ（ロックシンガー） - 2019年1月24日、松本ともこ（ラジオパーソナリティ、元TOKYO FMアナウンサー） - 2019年1月31日、チャンカワイ（Wエンジン） - 2019年2月7日、EMILY（J-POP・フォークデュオ HONEBONE ボーカル） - 2019年2月14日、林家きく姫（落語家） - 2019年2月21日、中尾隆聖（声優） - 2019年2月28日、辛島美登里（シンガーソングライター） - 2019年3月7日、一龍斎貞弥（声優、講談師） - 2019年3月14日

#### ニュースデスク
- 上村貢聖（ニッポン放送報道部解説委員）
- 森田耕次（ニッポン放送報道部解説委員）

#### 支局アナウンサー
共にハロー神奈川プレゼンターの横浜支局所属
- 久米ちえ（月、火曜）
- 田中久恵（水、木曜）

#### その他出演者
肩書がない場合は、いずれもニッポン放送アナウンサー
土屋休暇、欠席時の代理パーソナリティ
- 吉田尚記 - 2016年5月2日
- 荘口彰久（フリーアナウンサー） - 2017年9月19日
- 天野ひろゆき（キャイ〜ン） - 2017年9月20日
- 吉田照美（フリーアナウンサー） - 2018年9月10日
- 向井慧（パンサー） - 2018年9月11日
- 松田丈志（元競泳日本代表選手） - 2018年9月12日
- コトブキツカサ（映画パーソナリティ） - 2018年9月13日
- 垣花正 - 2018年10月18日

増山休暇、欠席時の代理アシスタント
- 新行市佳 - 2016年7月26日、7月27日、2017年8月1日
- 煙山光紀 - 2017年7月31日、2018年8月27日
- 箱崎みどり - 2017年8月3日、2018年12月19日
- 本仮屋ユイカ（女優） - 2018年8月28、29日
- ひろたみゆ紀 - 2018年12月20日

### 過去
- 新保友映（当時：ニッポン放送アナウンサー）※月・木曜アシスタント[12] 2016年3月28日 - 2017年3月30日、2017年8月2日※代理アシスタント
- 井土厚（ニッポン放送報道部）※ニュースデスク

#### コメンテーター
- 岩崎夏海（月曜日） - 2017年10月23日[13]-2018年12月17日
- フィフィ（火曜日） - 2017年10月31日[14]-2018年12月25日
- ビビる大木（火曜日）※月一の出演 - 2016年12月6日[15]-2018年12月17日
- 湯山玲子（水曜日） - 2017年10月25日[16]-2017年12月20日
- 平山夢明（水曜日） - 2018年1月10日[17]-2018年12月26日

## タイムテーブル
2019年1月時点
| タイムテーブル 13時台 | タイムテーブル 13時台                                        | タイムテーブル 13時台 |
| 時刻                  | 内容                                                         | 備考 |
| --------------------- | ------------------------------------------------------------ | --- |
| 13:00                 | オープニング                                                 | 土屋1人で挨拶しトーク 『レオ街っく探検隊 な～んか気になるど』がある日は、同録の触りを流す場合がある |
| 13:12                 | 今日の気になるど レオ街っく探検隊 な～んか気になるど（月曜） | レオ街っく探検隊：2018年8月6日から開始。スペシャルウイーク限定で行われていた 「レオ街っく天国」でリスナーから地元に来て欲しいメールを元に放送前にその場所に向かい、 その後ニッポン放送に向かう企画を固定化 その模様を録音した音源を元にトークを繰り広げる。 |
| 13:20                 | ニッポン放送ニュース                                         | |
| 13:23                 | ニッポン放送交通情報（警視庁）                               | |
| 13:26                 | ハロー神奈川                                                 | 横浜支局スタジオから、神奈川県内で近日開催の地域イベントや各種生活情報などを伝える |
| 13:31                 | メッセージ紹介                                               | |
| 13:42                 | ニッポンチャレンジドアスリート                               | |
| 13:49                 | ニッポン放送天気予報                                         | |
| 13:51                 | ニッポン放送交通情報（警視庁）                               | |
| 13:55                 | メッセージ紹介                                               | |
| 14時台                |                                                              | |
| 時刻                  | 内容                                                         | 備考 |
| 14:00                 | 2時台オープニング&メッセージ紹介                             | |
| 14:08                 | 2時の深掘り!                                                 | 日替わりパートナーと日替わりのテーマを深掘りするトークコーナー 月曜：街、火曜：お金、水曜：音楽、木曜：その他 |
| 14:22                 | ニッポン放送ニュース                                         | |
| 14:24                 | ニッポン放送交通情報（警視庁）                               | |
| 14:30                 | ショウアップナイター一番乗り!                                | 放送日の『ショウアップナイター』の中継カード事前情報を、現地の実況担当アナウンサーに 電話を繋ぐコーナー オフシーズン時は休止 |
| 14:30                 | ラジオリビング                                               | 14時台のラジオリビング枠 2018年10月からアシスタントの増山はこの時間から出演する |
| 14:40                 | 日替わりコーナー                                             | 月曜：『週替わり』 火曜：『おいしいレシピ』 料理研究家の加藤美弥子と共に糖類を使ったレシピを紹介し、調味料の紹介で糖類が 出てきたタイミングで土屋と加藤が、 「砂糖!」、「シュガー!」、「グラニュー糖!」とエコー付きで叫ぶ 水曜：『土屋礼央 鮨大好きっ!』 寿司にまつわるエピソードを元にした川柳を募り、月刊優秀賞を決める また、3ヶ月に一度月刊優秀賞から選出する「鮨川柳大賞」も行われ、提供社から寿司が 振る舞われ、食レポも行う 木曜：『菊地由美 映画のオススメなるど』 2018年7月5日から開始したコーナー 菊地が週末に見て欲しい映画をプレゼンし、それを受けて土屋が100が限界値のレオメーターで 評価をする |
| 14:49                 | ニッポン放送天気予報                                         | |
| 14:50                 | ニッポン放送交通情報(警視庁)&メッセージ紹介                  | |
| 15時台                |                                                              | |
| 時刻                  | 内容                                                         | 備考 |
| 15:00                 | ゲストとレオなるど                                           | 15時台ゲストとのトークコーナー |
| 15:23                 | ニッポン放送交通情報（警視庁）                               | |
| 15:35                 | 快適生活ラジオショッピング                                   | 2018年7月から平日夕方の番組枠の16時台と枠交換移動 |
| 15:52                 | メッセージ紹介&日替わりコーナー                              | 月曜：『サブ作家・川島くんのノイズクイズ!』 2019年1月7日から放送している月曜限定コーナー サブ作家の川島が仕事やプライベートで訪れた先々で街の音の同録を聴き、どこの街か リスナーが当てる |
| 15:53                 | ニッポン放送交通情報（警視庁）                               | |
| 15:55                 | エンディング                                                 | リスナープレゼント当選者発表、エンディングトーク 聴取率調査週間時には、次放送枠番組である『草野満代 夕暮れWONDER4』の 出演者がスタジオ入りしてクロストークする場合がある |

## コーナー
- 月曜日  「街」の深掘り
  - レオ街っく探検隊 なんかキニなるど！

2018年4月16日〜4月19日のスペシャルウィーク企画「あなたの街自慢 レオ街っく天国」で大賞に選ばれた清川村を訪れたのをきっかけに、6月11日〜14日の「レオ街っく天国 第2弾」、7月30日〜8月2日の「レオ街っく天国 夏の陣」を経て、8月6日から月曜日のテーマ「街」の深掘りコーナーに定着。生放送前の月曜日の午前中に、「リスナーに会いに行くパーソナリティー土屋礼央 」がアナタの気になる街に実際に足を運んで探検してきてレポートする。

```
*2018年 4月23日 
清川村

*2018年 6月11日 
五反田
〜
東急池上線
沿線、
池上本門寺

*2018年 6月12日 
久留里線
〜小櫃
[
18
]

*2018年 6月13日 
西新井大師
〜
珍來

*2018年 6月14日 相鉄線
かしわ台駅
〜鶴ヶ峰公園
[
19
]

*2018年 7月30日 
高尾山

*2018年 7月31日 
秦野
 
弘法山

*2018年 8月 1日 
五香
[
20
]

*2018年 8月 2日 
愛宕山
〜千駄ヶ谷 
モンマスティー
[
21
]

*2018年 8月 6日 
横須賀
[
22
]

*2018年 8月13日 大塚・帝京大学 カフェ家和楽
[
23
]

*2018年 8月20日 
円海山

*2018年 8月27日 荏原中延 喫茶DJ
*2018年 9月 3日 水道橋 
いわま餃子

*2018年10月 1日 
上野動物園
[
24
]

*2018年10月15日 
代々木八幡宮
〜
明治神宮

*2018年10月22日 
あらかわ遊園

*2018年10月29日 
豊洲市場

*2018年11月 5日 
阿佐ヶ谷
 
Aさんの庭

*2018年11月12日 
武蔵小杉駅
[
25
]

*2018年11月19日 
神田淡路町
 
近江屋洋菓子店

*2018年11月26日 船堀タワー
*2018年12月 3日 
銀座
 
カフェーパウリスタ
[
26
]

*2018年12月10日 
大宮八幡宮

*2018年12月17日 胃カメラを飲む
[
27
]

*2019年 1月 7日 
浅草寺
[
28
]

*2019年 1月21日 浦安魚市場
[
29
]

*2019年 1月28日 
原宿
 
フクロウのお庭

*2019年 2月18日 
原宿
 
東京スネークセンター (ヘビカフェ)

*2019年 2月25日 京成
曳舟
 Cafeのらくろ
[
30
]

*2019年 3月 4日 
代々木
 
最強のバターコーヒー

*2019年 3月18日 横浜髙島屋 うまいもん祭り
[
31
]

*2019年 3月25日 ニッポン放送横浜支局
[
32
]
```

- 火曜日  「お金」の深掘り
お金にまつわるメールテーマでお金の話を深掘りする。

- 水曜日  「音楽」の深掘り
  - アナタの好きな曲を勝手に深掘り！この曲キニなるど

2018年8月8日から放送しているコーナー。リスナーから寄せられたアナタの好きな曲を土屋礼央が聴き込み「その曲が人を魅了する部分」を徹底分析する。

```
*2018年 8月 8日 
クリスタルキング
「大都会」
*2018年 8月15日 
吉幾三
「雪國」
*2018年 8月22日 
水木一郎
「マジンガーZ」
*2018年 8月29日 
三木道三
「Lifetime Respect」
*2018年 9月 5日 
DA PUMP
「U.S.A.」
*2018年 9月19日 
ベートーヴェン
「
エリーゼのために
」
*2018年 9月26日 
小沢健二
「ラブリー」
*2018年10月 3日 
久保田早紀
「異邦人」
*2018年10月10日 
熊倉一雄
「
ゲゲゲの鬼太郎
」
*2018年10月24日 
松崎しげる
「愛のメモリー」
*2018年10月31日 
中森明菜
「飾りじゃないのよ涙は」
*2018年11月 7日 
大江千里
「Rain」
*2018年11月14日 
ハニー・ナイツ
「
妖怪人間ベム
」
*2018年11月21日 
Every Little Thing
「Time goes by」
*2018年11月28日 
橋本潮
「ロマンティックあげるよ
[
33
]
」
*2018年12月 5日 
スガシカオ
「愛について」
*2018年12月12日 
爆風スランプ
「Runner」
*2018年12月19日 
イルカ
「なごり雪」
*2018年12月26日 
寺尾聰
「SHADOW CITY」
*2019年 1月 9日 
Eric Clapton
「Change the world」
*2019年 1月16日 
globe
「Can't Stop Fallin'in Love」
*2019年 1月23日 
渡辺美里
「サマータイムブルース」
*2019年 1月30日 
西野カナ
「トリセツ」
*2019年 2月 4日 
QUEEN
「Bicycle Race」
*2019年 2月 5日 
桑田佳祐
名義と
サザンオールスターズ
名義
*2019年 2月 6日 
松任谷由実
「ふってあげる」
*2019年 2月 7日 
Mr.Children
「innocent world」「CROSS ROAD」
*2019年 2月13日 
DREAMS COME TRUE
「すき」
*2019年 2月20日 
中島みゆき
「糸」
*2019年 3月 6日 
CHAGE and ASKA
「YAH YAH YAH」
*2019年 3月13日 
竹内まりや
「駅」
*2019年 3月20日 
PUFFY
「アジアの純真」
*2019年 3月27日 
土屋礼央
「ラブラブなカップル フリフリでチュー
[
34
]
」
```

- 木曜日     フツーの深掘り
2018年5月10日から放送している木曜13時台限定コーナー。同年6月26日までは15時台のコーナーだったが、プチリニューアルに伴い、時間変更となる。普段なにげなくやり過ごしている物事や事柄を改めて調べてみると新たな発見があることを紹介していく。

### 過去
- 月～木曜日
  - 日替わりレオなるど
13時台の4日間日替わりコーナー。初回にとある事件のいざこざの解決案をまとめる「勝手に世話人」が放送されたが、翌日になりメールをほとんど読めていないことに気付いたためコーナーを1日で終了させた。
  - レオなるど最新芸能ニュース
時間不定でCM明けに数回放送。事前収録コーナーで、スタジオアナウンサーがスポーツ新聞に載るか微妙な話題を紹介し、土屋がひとことコメントする。
  - ドライブレオなるど
2016年7月25日から28日までの限定コーナー。車にまつわるエピソードを紹介していく。
  - 本仮屋ユイカ 笑顔のココロエ
番組開始時から2018年3月29日まで15:36から5分間放送されていた4日間共通のフロート番組(金曜日は『金曜ブラボー』内で放送)。本仮屋が曜日別のテーマに沿ってトークする。事前録音のため、土屋・増山は出演しなかった。
  - 今日はこんな日 日めくりレオなるど
番組開始時から2018年3月29日まで15:45頃から放送されていた4日間共通コーナー。過去その日に起こった出来事を日めくりカレンダーのように伝えるコーナー。同年4月2日からは情報番組『草野満代 夕暮れWONDER4』内で16:41頃に、本コーナーとほぼ同趣旨の企画コーナー「今日も一日WONDER4」が放送されている。また本コーナーを提供していた大手都市ガス会社もこちらのコーナースポンサーに移行している。

- 月曜日
  - メールで乾杯
月曜14時台に放送していたコーナー。リスナーから送られてきたお酒が飲みたくなるようなエピソードを居酒屋風の小芝居とともに紹介をする。土屋が客、スタジオアナウンサーが居酒屋の女将という設定。
  - 東京あるあるガイドブック
2016年3月28日から同年5月23日放送分まで放送された月曜15時台のコーナー。東京オリンピックに向けて外国人に伝えたい、東京のあるあるネタをリスナーに投稿してもらう。当初はあらゆるジャンルを紹介する予定で、まずは土屋の得意ジャンルの駅のネタを取り上げていたが、他のジャンルを取り上げる前に終了してしまった。
  - 今週こうなるど
2016年5月30日から放送していた月曜15時台のコーナー。今週行われるとあるイベントをピックアップし、専門家と電話を繋ぎ詳細を伝える。
  - 平均ですか～！
2016年10月24日から放送していた月曜日限定コーナー。日常にありとあらゆる平均を紹介するコーナー。データは番組ADが収集したアンケートを元に集計。
  - あなたのナイスショット
月曜日限定コーナー。リスナーから快心の出来事を応募してもらい、パーソナリティ2人でナイスショットかどうかを判断するコーナー。
  - もしラブ もしも岩崎書店社長岩崎夏海がラブレターを書いたら
月曜日限定コーナー。岩崎夏海がリスナーが過去書いたラブレターを添削、コメントをする。
  - ADカワシマのギタークイズ
2018年10月22日から2018年12月17日まで放送していた月曜日13時台限定コーナー。元々は同年10月15日から1週間のスペシャルウイークの企画のクイズで番組ADカワシマがある有名曲をギターで演奏（ほぼコードのみ）をし、リスナーに当ててもらう。
  - コレってセコいですか？
2018年8月13日から2018年12月17日まで放送されていた、トークテーマから固定コーナーになった14時台限定コーナー。リスナーからこれはセコいのかセコくないか土屋、増山アナウンサー、岩崎夏美がジャッジを行う。
  - 本と子供のニュース
2018年8月6日から放送している月曜14時台限定コーナー。岩崎書店元社長で子供が生まれる予定の岩崎夏美が取り上げたい本と子供に関するニュースを伝える。
  - 終活リクエスト
2018年3月26日から2018年12月24日まで放送していた月曜15時台限定コーナー。自分がお葬式のBGMで使って欲しい曲と思い入れを募集する。
  - スーパーオオゼキプレゼンツ LOVEスーパーマーケット
スーパーオオゼキの魅力を、スーパーオオゼキ公認の「オオゼキ芸人」チャーミングじろうちゃんと共に紹介する月曜14時台のコーナー。2019年3月18日にスタート。番組終了に伴い2回目の2019年3月25日で終了。

- 火曜日
  - 月一コーナー こんばんミュージック
火曜月一準レギュラーのビビる大木がお勧めしたいミュージシャンや楽曲を紹介するコーナー。
  - 家族ストーリー
火曜14時台に放送していたコーナー。家族にまつわるエピソードを募集していた。
  - 副業レオなるど
2016年3月29日から同年4月26日放送分まで放送された火曜15時台コーナー。ありとあらゆる副業に関する必要資格や道具や資金を伝えるコーナー。初回は通常通り標準語で話していたが、2回目以降から関西弁で喋るようにした。大阪出身ではないため事前に大阪弁で話す断りをしていた。
  - 節約レオなるど
2016年5月10日から同年5月24日まで放送された火曜15時台コーナー。日常で使える節約術を投稿してもらうコーナー。放送は3回のみだった。
  - 2曲聴くなるど、あれ?
2018年8月7日から同年9月25日まで放送していた火曜13時台コーナー。スタッフがセレクトした曲調が酷似している2曲を聞き比べるコーナー。曲を探していたチーフディレクターが異動となったため、終了となった。
  - この曲を歌ってるのはダレなるど!
2018年8月7日から同年9月25日まで放送していた火曜13時台コーナー。「2曲聴くなるど」の直後に行われる。ある有名人が歌っている曲を流し、その歌っている有名人は誰なのかメールで募集をするコーナー。正解者の中で先着3名に番組ステッカーが送られ、回答はハロー神奈川の後に発表された。
  - フィフィの書置きクイズ
2018年8月7日から同年12月25日まで放送していた火曜14時台コーナー。火曜日コメンテーターのフィフィが出演終了間際にクイズを出し、正解者には番組ステッカーが行われる。コーナー名通り、フィフィ直筆の書置きに正解が書かれており、回答締め切り後書置きを読まれるため、パーソナリティは書置きを読む正解を知らない。
  - レオなるど プライベートクイズ
2018年10月2日から2018年12月18日まで放送していた火曜13時台コーナー。リスナーの個人的なエピソードをクイズにして投稿をし、電話で問題を出題をする。正解者には番組ステッカーが送られる。不定期で番組作家アシスタントがプライベートクイズを出題する。
  - 14時〇〇分のニュース一刀両断
火曜14時台限定コーナー。フィフィや土屋が気になっているニュースを紹介し、一刀両断するコーナー。
  - 出待ち
火曜限定企画。2018年4月24日からコメンテーターのフィフィが出待ちをされたことがないとトークしたため始まった。ある時刻に正面玄関から出ると宣言し、出待ちをしてくれる人を募集。
参加人数は番組またはフィフィのツイッターで報告。自書のサイン会も行われている。
以下は番組ツイッターで報告された人数である。

- 水曜日
  - クイズでレオなるど どうでもいいことをクイズにしちゃいました
2016年3月30日から同年5月25日分まで放送された水曜15時台コーナー。男性の乳首は何故退化しないまま存在しているのか、告白する時に何があると成功率が上がるのか等どうでもいいことをクイズにして曲中に面白回答をリスナーから募集する。回答者はリスナーと土屋礼央であり、問題を読み上げるのは増山さやかアナウンサー。その際あだ名で増山親方と呼ばれており、時折親方風のな言葉遣いやモノマネをする。
  - 夕刊！レオすぽ
2016年6月2日から放送していた水曜15時台コーナー。「これは本当？」と疑問に思うような珍事を取り上げ、事の真相を専門家に伺う。
  - 3時の奥様
2016年10月26日から放送していた水曜日限定コーナー。リスナー(奥様)がかつて経験した恋物語をモノローグドラマ仕立てにし紹介。
  - 重箱探偵団
2018年10月23日から2018年12月26日まで放送していた水曜14時台限定コーナー。平山夢明自ら持ち込み企画。かなり太いうどんはどんなものがあるのか等、今気になっている事等調べてほしいことをリスナーに調べてもらい、平山自らその場所に赴き調査の真意を確かめる。作家業が多忙で締め切りが迫っている為、編集者に止められてその現場に行けないことがある。

- 木曜日
  - リラックスレオなるど
2016年3月31日から同年5月26日分まで放送された木曜15時台コーナー。リスナーから送られてきた番組内のフリートークやコーナー、他の番組でも読まれないようなどうでもいいメールを日替わりの紅茶と共に紹介する。
  - 台東区にもあったもう一つの東京物語
2016年6月3日から放送していた木曜15時台コーナー。東京23区内で最も面積が狭い台東区にも語り継がれる逸話がある！を信念にあらゆる情報を紹介していく。
  - ビューティー&スマイル
2017年1月5日から放送していた木曜日限定コーナー。いくつになっても若くいたい女性男性のために「大人の美しさ」について紹介する。
  - 妖精ちゃんクイズ ヘタクソかっ！
2018年1月11日から3月1日まで放送されていた木曜日限定コーナー。妖精ちゃん（増山アナウンサー）による新人クイズ作家が作った答え丸出しのクイズをリスナーにボケ倒した答えを曲を流している間に送ってもらう。
  - ストリート探偵土屋礼央
2018年3月16日から同年3月27日まで放送していた木曜日14時台のコーナー。浮気調査などをせずリスナーが抱いた地名などの素朴な疑問を解決するだけに特化した探偵事務所で女所長と口喧嘩しつつも解決していく。
  - 松本秀夫の介護実況
2018年5月10日から同年6月7日まで放送していた木曜日14時台限定コーナー。介護経験のある松本秀夫アナウンサーが介護にまつわるメール、介護に関する情報を伝えていく。
  - フツーの深掘り
2018年5月10日から放送している木曜13時台限定コーナー。同年6月26日までは15時台のコーナーだったが、プチリニューアルに伴い、時間変更となる。普段なにげなくやり過ごしている物事や事柄を改めて調べてみると新たな発見があることを紹介していく。

## ゲスト 日替わりパートナー

### 2016年
| ゲスト一覧 | ゲスト一覧                                             | ゲスト一覧                                                            |
| 日時       | ゲスト                                                 | 備考                                                                  |
| ---------- | ------------------------------------------------------ | --------------------------------------------------------------------- |
| 3月28日    | 土屋礼央（本人）                                       | 番組初回につき                                                        |
| 3月29日    | 松村邦洋                                               | 高田文夫のラジオビバリー昼ズより                                      |
| 3月30日    | 八木亜希子                                             | 八木亜希子 LOVE&MELODYより                                            |
| 3月31日    | 里崎智也                                               | ニッポン放送ショウアップナイターより                                  |
| 4月4日     | 山口良一                                               | ショウアップナイタースペシャル 山口良一 よる活サイクルヒットより      |
| 4月5日     | 東貴博                                                 | 高田文夫のラジオビバリー昼ズより                                      |
| 4月6日     | 柳原可奈子                                             | 柳原可奈子のワンダフルナイトより                                      |
| 4月7日     | 西川貴教                                               | T.M.Revolution 西川貴教のちょこっとナイトニッポンより                 |
| 4月11日    | 榊原郁恵                                               | 榊原郁恵のハッピーダイアリーより                                      |
| 4月12日    | オードリー                                             | オードリーのオールナイトニッポンより                                  |
| 4月13日    | 春風亭昇太                                             | 高田文夫のラジオビバリー昼ズより                                      |
| 4月14日    | 森山良子                                               | オールナイトニッポン MUSIC10より                                      |
| 4月18日    | 高田文夫                                               | 高田文夫のラジオビバリー昼ズより                                      |
| 4月19日    | 高嶋ひでたけ                                           | 高嶋ひでたけのあさラジ!より                                           |
| 4月20日    | 三宅裕司                                               | 三宅裕司のサンデーヒットパラダイスより                                |
| 4月21日    | 岡村隆史                                               | ナインティナイン岡村隆史のオールナイトニッポンより                    |
| 4月25日    | 松本明子                                               | 高田文夫のラジオビバリー昼ズより                                      |
| 4月26日    | イルカ                                                 | イルカのミュージックハーモニーより                                    |
| 4月27日    | 三四郎                                                 | 三四郎のオールナイトニッポン0(ZERO)より                               |
| 4月28日    | 青山繁晴                                               | ザ・ボイス そこまで言うか!より                                        |
| 5月2日     | 朝井リョウ                                             | 3月まで朝井リョウ&加藤千恵のオールナイトニッポン0(ZERO)を担当         |
| 5月9日     | 吉川正洋（ダーリンハニー）                             |                                                                       |
| 5月10日    | 八嶋智人                                               | 3月まで八嶋智人 今夜もオトパラ!を担当                                 |
| 5月11日    | レイザーラモン                                         |                                                                       |
| 5月12日    | バッファロー吾郎                                       |                                                                       |
| 5月16日    | 長嶋智彦（ダーリンハニー）                             | 3月までvvラジオを担当                                                 |
| 5月17日    | 吉田山田                                               | 3月まで吉田山田のオールナイトニッポン0(ZERO)を担当                    |
| 5月18日    | 村本大輔                                               | 3月までウーマンラッシュアワー村本大輔のオールナイトニッポンを担当     |
| 5月19日    | はなわ                                                 |                                                                       |
| 5月23日    | 南こうせつ、森山良子                                   |                                                                       |
| 5月24日    | 彦摩呂                                                 |                                                                       |
| 5月25日    | 福田正博                                               |                                                                       |
| 5月26日    | 鈴木香音(モーニング娘。'16)                            |                                                                       |
| 5月30日    | 佐藤喬                                                 |                                                                       |
| 5月31日    | 石井強詞                                               |                                                                       |
| 6月1日     | 郷ひろみ                                               |                                                                       |
| 6月2日     | 寺井広樹                                               |                                                                       |
| 6月6日     | 平山みき                                               |                                                                       |
| 6月7日     | 三宅健                                                 |                                                                       |
| 6月8日     | 菊地亜美                                               |                                                                       |
| 6月9日     | たかのてるこ                                           |                                                                       |
| 6月13日    | 中瀬ゆかり                                             |                                                                       |
| 6月14日    | 田嶋陽子                                               |                                                                       |
| 6月15日    | 浅香光代、世志凡太                                     |                                                                       |
| 6月16日    | 高嶋ちさ子                                             |                                                                       |
| 6月20日    | 速水健朗                                               |                                                                       |
| 6月21日    | コラアゲンはいごうまん                                 |                                                                       |
| 6月22日    | 新宅広二                                               |                                                                       |
| 6月23日    | コトブキツカサ                                         |                                                                       |
| 6月23日    | 福田正博                                               |                                                                       |
| 6月27日    | 白岩玄                                                 |                                                                       |
| 6月28日    | KAN                                                    |                                                                       |
| 6月29日    | 穂川果音                                               |                                                                       |
| 6月30日    | たかくら引越センター                                   |                                                                       |
| 7月4日     | 渡辺徹                                                 |                                                                       |
| 7月5日     | 恵泉女学園大学人間環境学科教授 藤田智                  |                                                                       |
| 7月6日     | 林要                                                   |                                                                       |
| 7月7日     | 藤原道山                                               |                                                                       |
| 7月11日    | コラアゲンはいごうまん                                 |                                                                       |
| 7月12日    | ゴスペラーズ安岡優、酒井雄二                           |                                                                       |
| 7月13日    | 川端友紀                                               |                                                                       |
| 7月14日    | 森綾、大竹真一郎                                       |                                                                       |
| 7月19日    | 佐野元春                                               |                                                                       |
| 7月20日    | 和田アキ子、松岡きっこ(電話出演)                       |                                                                       |
| 7月21日    | SHELLY                                                 |                                                                       |
| 7月25日    | 福田彩乃                                               |                                                                       |
| 7月26日    | REINA、冴木一馬                                        |                                                                       |
| 7月27日    | カブトムシゆかり                                       |                                                                       |
| 7月28日    | 春香クリスティーン                                     |                                                                       |
| 8月1日     | ぐんまちゃん、長嶋有                                   |                                                                       |
| 8月2日     | 恵泉女学園大学人間環境学科教授 藤田智                  |                                                                       |
| 8月3日     | 阿川佐和子                                             |                                                                       |
| 8月4日     | パラダイス山元                                         |                                                                       |
| 8月8日     | 大住良之(電話出演)、AKI猪瀬、段田安則                  |                                                                       |
| 8月9日     | 福田正博                                               |                                                                       |
| 8月10日    | マルシア                                               |                                                                       |
| 8月15日    | 松野明美、田中ウルヴェ京                               |                                                                       |
| 8月16日    | 田中康夫                                               |                                                                       |
| 8月17日    | 石川佳純、福原愛、伊藤美誠(3名電話出演)武井壮          |                                                                       |
| 8月18日    | 伊調馨、土性沙羅、登坂絵莉(3名電話出演)、小倉智昭、Ema |                                                                       |
| 8月22日    | 猪瀬直樹、鳥越俊太郎、杉村太蔵(電話出演)               |                                                                       |
| 8月23日    | 蛭子能収、笑福亭鶴光、楳図かずお                       |                                                                       |
| 8月24日    | 石田純一、華原朋美、桂文枝                             |                                                                       |
| 8月25日    | KONISHIKI、間寛平、島田洋七                            |                                                                       |
| 8月29日    | 恵泉女学園大学人間環境学科教授 藤田智、クミコ          |                                                                       |
| 8月30日    | 押切もえ、岩槻秀明(わぴちゃん)                         |                                                                       |
| 8月31日    | 福田正博、吉田尚記アナウンサー                         |                                                                       |
| 9月1日     | 中村雅俊                                               |                                                                       |
| 9月5日     | 立川志らく                                             |                                                                       |
| 9月6日     | 能町みね子、横村友紀                                   |                                                                       |
| 9月7日     | 森永卓郎                                               |                                                                       |
| 9月8日     | 羽根田卓也                                             |                                                                       |
| 9月12日    | 国立新美術館副館長南雄介、有村昆                       |                                                                       |
| 9月13日    | 平野ノラ、石塚英彦、吉村生、高山英男                   |                                                                       |
| 9月14日    | オノマトペ研究家藤野良孝(電話出演)、風間トオル、水谷隼 |                                                                       |
| 9月15日    | RIKACO                                                 |                                                                       |
| 9月20日    | 村田沙耶香、船見敏子                                   |                                                                       |
| 9月21日    | 西成活裕                                               |                                                                       |
| 9月22日    | 水道橋博士                                             | とっとり・おかやま新橋館から公開生放送                                |
| 9月26日    | 小倉久寛                                               |                                                                       |
| 9月27日    | Skoop On SomebodyTAKE、ゴスペラーズ村上てつや、橘寧乃  |                                                                       |
| 9月28日    | 石井一久                                               |                                                                       |
| 9月29日    | 大村崑                                                 |                                                                       |
| 10月3日    | 中尾ミエ                                               |                                                                       |
| 10月5日    | 福田正博                                               |                                                                       |
| 10月6日    | ニコラス・エドワーズ、SEKAI NO OWARIFukaseDJ LOVE      |                                                                       |
| 10月11日   | 赤坂泰彦、岩槻秀明(わぴちゃん)                         |                                                                       |
| 10月12日   | クリス松村                                             |                                                                       |
| 10月13日   | ミッツ・マングローブ                                   |                                                                       |
| 10月17日   | DJ KOO、ビビる大木                                     |                                                                       |
| 10月18日   | 杏、橋本マナミ                                         |                                                                       |
| 10月19日   | 井森美幸                                               |                                                                       |
| 10月20日   | 藤岡弘、、松村邦洋(コメント出演)                       |                                                                       |
| 10月24日   | 元フィンガー5晃                                        |                                                                       |
| 10月25日   | 高橋万太郎、山野海                                     |                                                                       |
| 10月26日   | 有村昆                                                 |                                                                       |
| 10月27日   | 鴻上尚史                                               |                                                                       |
| 10月31日   | 篠山紀信                                               | 箱根彫刻の森美術館から公開生放送                                      |
| 11月1日    | 黒川勇人、中西圭三                                     |                                                                       |
| 11月2日    | 高倉麻子                                               |                                                                       |
| 11月7日    | 板野友美                                               |                                                                       |
| 11月8日    | 中井信之                                               |                                                                       |
| 11月9日    | 新妻聖子                                               |                                                                       |
| 11月10日   | 森口博子                                               |                                                                       |
| 11月14日   | ダイアモンド☆ユカイ、福田正博、乃木坂46新内眞衣        | さいたま新都心コクーンシティから公開生放送                            |
| 11月15日   | 小林政能、宮澤エマ                                     |                                                                       |
| 11月16日   | 辛酸なめ子                                             |                                                                       |
| 11月17日   | 大槻ケンヂ                                             |                                                                       |
| 11月21日   | 有村昆                                                 |                                                                       |
| 11月22日   | 石黒謙吾、マルシア                                     |                                                                       |
| 11月23日   | 谷村新司                                               | ニッポン放送ホリデースペシャル 世界のお土産大発見スペシャルとして放送 |
| 11月24日   | 小錦、千絵、三宅裕司                                   |                                                                       |
| 11月28日   | 恵泉女学園大学人間環境学科教授 藤田智                  |                                                                       |
| 11月29日   | 堀口茉純、寺田恵子                                     |                                                                       |
| 11月30日   | 天達武史                                               |                                                                       |
| 12月1日    | 中森明夫                                               |                                                                       |
| 12月5日    | ももちひろこ                                           |                                                                       |
| 12月6日    | 向谷匡史、ビビる大木                                   |                                                                       |
| 12月7日    | REINA                                                  |                                                                       |
| 12月8日    | TUBE春畑道哉                                           |                                                                       |
| 12月12日   | 山本昌、川合俊一、有吉弘行(コメント出演)               |                                                                       |
| 12月13日   | 杉村太蔵、加藤紗里                                     |                                                                       |
| 12月15日   | 高橋ジョージ、藤井隆                                   |                                                                       |
| 12月19日   | 有村昆                                                 |                                                                       |
| 12月20日   | 望月美佐緒、城戸真亜子                                 |                                                                       |
| 12月21日   | 前田美波里                                             |                                                                       |
| 12月22日   | 髙田延彦                                               |                                                                       |
| 12月26日   | 根来秀行                                               |                                                                       |
| 12月27日   | 島田秀平                                               |                                                                       |
| 12月28日   | 川野将一                                               |                                                                       |

### 2017年
| ゲスト一覧 | ゲスト一覧                                            | ゲスト一覧                                               |
| 日時       | ゲスト                                                | 備考                                                     |
| ---------- | ----------------------------------------------------- | -------------------------------------------------------- |
| 1月3日     | 田中亜衣、天達武史                                    |                                                          |
| 1月4日     | 綺羅ソフィア、中村天平                                |                                                          |
| 1月5日     | 中井智彦                                              |                                                          |
| 1月10日    | 覚和歌子、中森明夫                                    |                                                          |
| 1月11日    | レ・ロマネスクTOBI                                    |                                                          |
| 1月12日    | 中村仁樹                                              |                                                          |
| 1月16日    | 柳下大                                                |                                                          |
| 1月17日    | 石花ちとく、石花めぐる、ビビる大木                    |                                                          |
| 1月18日    | 相席スタート山添寛、山崎ケイ                          |                                                          |
| 1月19日    | 大宮エリー                                            |                                                          |
| 1月23日    | 土岐麻子                                              |                                                          |
| 1月24日    | 栗原景、ハイヒール・リンゴ                            |                                                          |
| 1月25日    | 堀内孝雄                                              |                                                          |
| 1月26日    | 有村昆                                                |                                                          |
| 1月30日    | 服部克久                                              |                                                          |
| 1月31日    | シュガーのり、村上ショージ                            |                                                          |
| 2月1日     | Aマッソ                                               |                                                          |
| 2月2日     | パーマ大佐                                            |                                                          |
| 2月6日     | 星ひとみ                                              |                                                          |
| 2月7日     | 伏原健之、岩下尚史                                    |                                                          |
| 2月8日     | 荻原次晴                                              |                                                          |
| 2月9日     | SHIHO                                                 |                                                          |
| 2月13日    | 天達武史                                              |                                                          |
| 2月14日    | アヤカメイ、ビビる大木                                |                                                          |
| 2月15日    | ダーリンハニー吉川正洋、どきどきキャンプ佐藤満春      |                                                          |
| 2月16日    | 白河桃子                                              |                                                          |
| 2月20日    | ダチョウ倶楽部肥後克広上島竜兵、髙嶋政宏              |                                                          |
| 2月21日    | ブルゾンちえみ、小倉智昭                              |                                                          |
| 2月22日    | 村主章枝、森永卓郎、片岡愛之助                        |                                                          |
| 2月23日    | NON STYLE石田明、高須克弥、西原理恵子                 |                                                          |
| 2月27日    | 有村昆                                                |                                                          |
| 2月28日    | 加藤梨里、Kanon                                       |                                                          |
| 3月1日     | 城田優                                                |                                                          |
| 3月2日     | 植松晃士                                              |                                                          |
| 3月6日     | 福田正博                                              |                                                          |
| 3月7日     | 森本聡子、RAG FAIR奥村政佳                            |                                                          |
| 3月8日     | ベッド・イン                                          |                                                          |
| 3月9日     | 萩原さちこ                                            |                                                          |
| 3月13日    | 川淵三郎                                              |                                                          |
| 3月14日    | 永井真人、ビビる大木                                  |                                                          |
| 3月15日    | 秦万里子                                              |                                                          |
| 3月16日    | 高橋洋子                                              |                                                          |
| 3月21日    | せんだみつお、天達武史                                |                                                          |
| 3月22日    | クリス・ハート                                        |                                                          |
| 3月23日    | エレファントカシマシ宮本浩次                          |                                                          |
| 3月27日    | 有村昆                                                |                                                          |
| 3月28日    | 吉田友和、渡辺正行                                    |                                                          |
| 3月29日    | 鷺巣詩郎、藤原紀香                                    |                                                          |
| 3月30日    | 福田正博                                              | 第7回ニッポン放送うまいもん祭り会場から生放送            |
| 4月3日     | ビビる大木                                            |                                                          |
| 4月4日     | 伊藤多喜雄、175RSHOGO                                 |                                                          |
| 4月5日     | 中森明夫                                              |                                                          |
| 4月6日     | 山田美保子、TIMゴルゴ松本                             |                                                          |
| 4月10日    | 栗原類                                                |                                                          |
| 4月11日    | たかまつなな、中村中                                  |                                                          |
| 4月12日    | 八神純子、野性爆弾                                    |                                                          |
| 4月13日    | パーマ大佐                                            | 小湊鉄道里見駅から公開生放送                             |
| 4月24日    | 池谷直樹、中原由貴                                    |                                                          |
| 4月25日    | マリトモ、斎藤誠                                      |                                                          |
| 4月26日    | 岩本輝雄、IKKO                                        |                                                          |
| 4月27日    | ルーシー・ケント                                      |                                                          |
| 5月1日     | ONIGAWARA、吉田山田                                   | ラジオパークIN日比谷の公開収録の模様から放送             |
| 5月2日     | 甲斐みのり、天達武史                                  |                                                          |
| 5月8日     | 望月理恵                                              |                                                          |
| 5月9日     | 高草木陽光、Anly                                      |                                                          |
| 5月10日    | マルシア                                              |                                                          |
| 5月11日    | 林部智史                                              |                                                          |
| 5月15日    | Wエンジンチャンカワイ                                 |                                                          |
| 5月16日    | たけべともこ、有森也実                                |                                                          |
| 5月17日    | 木根尚登                                              |                                                          |
| 5月19日    | 矢野浩二                                              |                                                          |
| 5月22日    | 石橋静河                                              |                                                          |
| 5月23日    | 森田謙太郎、ビビる大木                                |                                                          |
| 5月24日    | 高嶋ちさ子                                            |                                                          |
| 5月25日    | 高橋克明、能町みね子                                  |                                                          |
| 5月29日    | 有村昆                                                |                                                          |
| 5月30日    | 宮島咲良、馬場俊英                                    |                                                          |
| 5月31日    | 中森明夫                                              |                                                          |
| 6月1日     | May J.、原田ひ香                                      |                                                          |
| 6月5日     | 天達武史                                              |                                                          |
| 6月6日     | 変人類学研究所所長 小西広大、杉本彩                   |                                                          |
| 6月7日     | オカダ・カズチカ、矢野通                              |                                                          |
| 6月8日     | 鴻上尚史                                              |                                                          |
| 6月12日    | 加山雄三、ココリコ、山田邦子                          |                                                          |
| 6月13日    | 小室哲哉、風間トオル、パックンマックン パックン       |                                                          |
| 6月14日    | 亀田興毅、坂上みき、小島慶子                          |                                                          |
| 6月15日    | 厚切りジェイソン、ブルゾンちえみ、森永卓郎            |                                                          |
| 6月19日    | JETSETBOYS 高橋まこと、椎名慶治                       |                                                          |
| 6月20日    | 宮前真樹、平原綾香                                    |                                                          |
| 6月21日    | はなわ                                                |                                                          |
| 6月22日    | ゆず、吉田山田                                        |                                                          |
| 7月3日     | 清水直樹                                              |                                                          |
| 7月4日     | 久保修、古瀬絵理                                      |                                                          |
| 7月5日     | 村松崇継                                              |                                                          |
| 7月6日     | 渡辺美里                                              |                                                          |
| 7月10日    | つるの剛士、熊田曜子                                  |                                                          |
| 7月11日    | 竹内亜矢子、藤田恵美、たかまつなな                    |                                                          |
| 7月12日    | 石橋凌、鴻上尚史                                      |                                                          |
| 7月13日    | 関取花、パンサー 向井慧                               |                                                          |
| 7月18日    | 立川志の春、SHINee テミン                             |                                                          |
| 7月19日    | カノエラナ、中村天平、山本真央樹、朝井麻由美          |                                                          |
| 7月20日    | ビビる大木、XXCLUB 大島育宙                           |                                                          |
| 7月24日    | 小池美由、古市憲寿                                    |                                                          |
| 7月25日    | 古堅純子、秀島史香                                    |                                                          |
| 7月26日    | 久保田リョウヘイ、甲斐よしひろ、岩本輝雄              |                                                          |
| 7月27日    | 有村昆、変人類学者 小西公大                           |                                                          |
| 7月31日    | 祥子、根本要                                          |                                                          |
| 8月1日     | クレイジーケンバンド 横山剣、中井信之                 |                                                          |
| 8月2日     | イルカ、IMALU                                         |                                                          |
| 8月3日     | 龍真咲、Original Love 田島貴男                        |                                                          |
| 8月7日     | ZIGGY 森重樹一、湯山玲子                              |                                                          |
| 8月8日     | ソーメン二郎、能町みね子                              |                                                          |
| 8月9日     | やしろ優、彦摩呂                                      |                                                          |
| 8月10日    | 森高千里、X21 吉本実憂 松田莉奈                       |                                                          |
| 8月14日    | Wエンジン チャンカワイ、パンサー 向井慧               |                                                          |
| 8月15日    | SHOWROOM株式会社代表取締役社長 前田裕二、ビビる大木   |                                                          |
| 8月16日    | ペナルティ ヒデ                                       |                                                          |
| 8月17日    | 原千晶、木佐彩子、風水建築デザイナー ユミリー         |                                                          |
| 8月21日    | 小島慶子、磯野貴理子、垣花正アナウンサー              |                                                          |
| 8月22日    | 小川菜摘、坂上みき                                    |                                                          |
| 8月23日    | 榊原郁恵、千秋                                        |                                                          |
| 8月24日    | 田嶋陽子、井森美幸                                    |                                                          |
| 8月28日    | 森山良子、梅沢富美男                                  |                                                          |
| 8月29日    | 宮川サトシ、岩崎夏海                                  |                                                          |
| 8月30日    | 戸田恵子、朝井麻由美                                  |                                                          |
| 8月31日    | 鴻上尚史                                              |                                                          |
| 9月4日     | 璃子、湯山玲子                                        |                                                          |
| 9月5日     | 宮本亜門、秀島史香                                    |                                                          |
| 9月6日     | フィフィ、スキマスイッチ                              |                                                          |
| 9月7日     | 元Something ELse 大久保伸隆、マルシア                 |                                                          |
| 9月11日    | 栗山千明、丸岡いずみ                                  |                                                          |
| 9月12日    | 石原良純、ハイヒール リンゴ                           |                                                          |
| 9月14日    | 服部克久、時任三郎                                    |                                                          |
| 9月19日    | 大正大学客員教授 河合雅司、忘れらんねえよ 柴田隆浩    |                                                          |
| 9月20日    | ゴールデンボンバー 鬼龍院翔                           |                                                          |
| 9月25日    | 平野ノラ、田辺晋太郎                                  |                                                          |
| 9月26日    | 中森明夫、ビビる大木                                  |                                                          |
| 9月28日    | HIROKI、ペナルティ ヒデ                               |                                                          |
| 10月2日    | 久我陽子、岩崎夏海                                    |                                                          |
| 10月3日    | NOBU、フィフィ                                        |                                                          |
| 10月5日    | 神田松之丞、鴻上尚史、佐々木秀実、福田正博            |                                                          |
| 10月9日    | 東京ダイナマイト ハチミツ二郎                         | とっとり・おかやま新橋館から公開生放送                   |
| 10月10日   | 富永美樹、森井じゅん                                  |                                                          |
| 10月11日   | 沢田知可子、おおたわ史絵                              |                                                          |
| 10月12日   | 石野真子                                              |                                                          |
| 10月16日   | 亀田興毅、キャイ〜ン 天野ひろゆき、オリエンタルラジオ |                                                          |
| 10月17日   | 松村邦洋、上西小百合                                  |                                                          |
| 10月18日   | 古坂大魔王、高須克弥、布川敏和、大桃美代子            |                                                          |
| 10月19日   | 舛添要一、徳光和夫、江本孟紀                          |                                                          |
| 10月23日   | 一青窈、岩崎夏海                                      |                                                          |
| 10月24日   | レ・ロマネスク TOBI、ビビる大木                       |                                                          |
| 10月25日   | 湯山玲子                                              |                                                          |
| 10月26日   | X JAPAN Toshl、森井じゅん、吉澤嘉代子                 |                                                          |
| 10月30日   | かぎしっぽ、岩崎夏海                                  |                                                          |
| 10月31日   | フィフィ、シシド・カフカ                              |                                                          |
| 11月1日    | 湯山玲子、ホフディラン 小宮山雄飛                     |                                                          |
| 11月2日    | 石塚英彦、LE VELVETS                                  |                                                          |
| 11月6日    | 山川豊、林家木久扇、坂本彰彦、今井達昌、岩崎夏海      | 第34回伝統的工芸品月間国民会議全国大会会場から公開生放送 |
| 11月7日    | フィフィ、変人類学者 小西公大                         |                                                          |
| 11月8日    | 湯山玲子、にゃんこスター                              |                                                          |
| 11月9日    | レ・ロマネスク TOBI、河西智美                         |                                                          |
| 11月13日   | 柴田淳、宮崎智之                                      |                                                          |
| 11月14日   | フィフィ、藤原健一                                    |                                                          |
| 11月15日   | 湯山玲子、榊原郁恵                                    |                                                          |
| 11月16日   | 山崎育三郎、D-51                                      |                                                          |
| 11月20日   | ポルカドットスティングレイ 雫、岩崎夏海               |                                                          |
| 11月21日   | ビビる大木、昆虫食伝道師 篠原祐太                     |                                                          |
| 11月22日   | 湯山玲子、森川美穂                                    |                                                          |
| 11月27日   | 岡田紗佳、舛添要一                                    |                                                          |
| 11月28日   | フィフィ、清水ミチコ                                  |                                                          |
| 11月29日   | 湯山玲子、たけだバーベキュー                          |                                                          |
| 11月30日   | 森井じゅん、KAN                                       |                                                          |
| 12月4日    | はいだしょうこ、岩崎夏海                              |                                                          |
| 12月5日    | ビビる大木、島田秀平                                  |                                                          |
| 12月6日    | 湯山玲子、平山夢明                                    |                                                          |
| 12月7日    | 丸岡いずみ、Twitter JAPAN森田謙太郎                   |                                                          |
| 12月11日   | 宮藤官九郎、                                          |                                                          |
| 12月12日   | ANZEN漫才                                             |                                                          |
| 12月13日   | 久本雅美、大久保佳代子                                |                                                          |
| 12月14日   | 厚切りジェイソン                                      |                                                          |
| 12月18日   | 高橋ジョージ                                          |                                                          |
| 12月19日   | フィフィ、SKE48 高柳明音                              |                                                          |
| 12月20日   | 湯山玲子、木村祐一、品川祐                            |                                                          |
| 12月21日   | 森井じゅん、山崎貴                                    |                                                          |
| 12月25日   | 竜馬四重奏 竜馬、岩崎夏海                             |                                                          |
| 12月26日   | フィフィ                                              |                                                          |
| 12月27日   | 湯山玲子、宮島咲良                                    |                                                          |

### 2018年
| ゲスト一覧 | ゲスト一覧                                                                         | ゲスト一覧                                                                                           |  |
| 日時       | ゲスト                                                                             | 備考                                                                                                 |  |
| ---------- | ---------------------------------------------------------------------------------- | --- |  |
| 1月4日     | 龍真咲、変人類学者 小西公大                                                        | |  |
| 1月9日     | 我武者羅應援團、フィフィ                                                           | |  |
| 1月10日    | 久松郁実、平山夢明                                                                 | |  |
| 1月11日    | 三宅伸治、たかまつなな                                                             | |  |
| 1月15日    | 石原壮一郎、岩崎夏海                                                               | |  |
| 1月16日    | wagashi asobi 稲葉基大、ビビる大木                                                 | |  |
| 1月17日    | 辛島美登里、平山夢明                                                               | |  |
| 1月18日    | 野宮真貴、宅間孝行                                                                 | |  |
| 1月22日    | コレサワ、岩崎夏海                                                                 | |  |
| 1月23日    | ビビる大木、森井じゅん                                                             | |  |
| 1月24日    | 平山夢明、守屋純子                                                                 | |  |
| 1月25日    | 山崎貴、Kiroro                                                                     | |  |
| 1月29日    | 佐藤竹善、岩崎夏海                                                                 | |  |
| 1月30日    | フィフィ、ナイツ 土屋伸之                                                          | |  |
| 2月1日     | 金子達仁、坂本冬美                                                                 | |  |
| 2月5日     | JUN SKY WALKER(S) 宮田和弥、岩崎夏海                                               | |  |
| 2月6日     | フィフィ、西武鉄道沿線事業企画部広告 手老善                                        | |  |
| 2月7日     | 平山夢明、ヒロシ                                                                   | |  |
| 2月8日     | 森田謙太郎、平坂寛                                                                 | |  |
| 2月13日    | ビビる大木、ヨネスケ                                                               | |  |
| 2月14日    | 平山夢明、シクラメン                                                               | |  |
| 2月15日    | たかまつなな、板野友美                                                             | |  |
| 2月19日    | SURFACE、岩崎夏海                                                                  | |  |
| 2月20日    | 森井じゅん、フィフィ                                                               | |  |
| 2月21日    | シソンヌ、平山夢明                                                                 | |  |
| 2月22日    | デンジャラス ノッチ                                                                | 特別企画 家庭内サバイバル大作戦！～恐妻家王座決定戦！のエキシビションとして出演                      |  |
| 2月26日    | 品川庄司 庄司智春、DJ KOO                                                          | 特別企画 家庭内サバイバル～恐妻家王座決定戦！恐妻家代表として出演                                    |  |
| 2月27日    | 峰竜太                                                                             | 特別企画 家庭内サバイバル～恐妻家王座決定戦！恐妻家のレジェンドとして出演                            |  |
| 2月28日    | FUJIWARA 藤本敏史                                                                  | 特別企画 家庭内サバイバル～恐妻家王座決定戦！恐妻家のルーキーとして出演                              |  |
| 3月1日     | 和田アキ子                                                                         | 特別企画 家庭内サバイバル～恐妻家王座決定戦！妻代表として出演                                        |  |
| 3月5日     | 岩崎夏海、土田晃之                                                                 | |  |
| 3月6日     | フィフィ、鎌倉戦隊ボウサイダー プロデューサー川島勇我                              | |  |
| 3月7日     | 岡本真夜                                                                           | |  |
| 3月8日     | 阿部知代、本仮屋ユイカ                                                             | |  |
| 3月12日    | マーティ・フリードマン、岩崎夏海                                                   | |  |
| 3月13日    | ビビる大木、松本秀夫アナウンサー                                                   | |  |
| 3月14日    | 平山夢明、D.W.ニコルズ                                                             | |  |
| 3月15日    | ギャル曽根、May J.                                                                 | 第8回ニッポン放送うまいもん祭り会場から公開生放送                                                    |  |
| 3月19日    | 岩崎夏海、ファンキー加藤                                                           | |  |
| 3月20日    | フィフィ、森井じゅん                                                               | |  |
| 3月22日    | 丸山桂里奈、小林克也                                                               | |  |
| 3月26日    | 福田正博、森口博子                                                                 | |  |
| 3月27日    | フィフィ、五代目桂三木助                                                           | |  |
| 3月28日    | 平山夢明、有村昆                                                                   | |  |
| 3月29日    | サツマカワRPG、草野満代、ゲーム実況わくわくバンド                                  | |  |
| 4月2日     | ゲストなし                                                                         | 本来、岩崎夏海が来る予定だったがスタッフ切り替わり時の情報伝達が上手くいかなかった為不在             |  |
| 4月3日     | フィフィ、末井昭                                                                   | |  |
| 4月4日     | 平山夢明、ゆず                                                                     | |  |
| 4月5日     | 南野陽子、山内惠介                                                                 | |  |
| 4月9日     | 岩崎夏海、サンプラザ中野くん                                                       | |  |
| 4月10日    | ビビる大木、ゼクシイ編集長 平山彩子、河口恭吾                                      | |  |
| 4月11日    | 平山夢明                                                                           | |  |
| 4月12日    | 町田忍                                                                             | |  |
| 4月16日    | 石塚英彦                                                                           | 特別企画リスナー対抗わが街選手権！1都3県レオ街ック天国のゲストとして出演                             |  |
| 4月17日    | 内山信二                                                                           | 特別企画リスナー対抗わが街選手権！1都3県レオ街ック天国のかつしか観光大使して出演                     |  |
| 4月18日    | 平山夢明、千秋                                                                     | 特別企画リスナー対抗わが街選手権！1都3県レオ街ック天国のゲストとして出演                             |  |
| 4月19日    | ビビる大木                                                                         | 特別企画リスナー対抗わが街選手権！1都3県レオ街ック天国のゲストとして出演                             |  |
| 4月20日    | ゲストなし                                                                         | 特別企画リスナー対抗わが街選手権！1都3県レオ街ック天国のレオ街ック対象として神奈川県清川村が選ばれた |  |
| 4月23日    | 岩崎夏海、古澤剛                                                                   | |  |
| 4月24日    | フィフィ、仲川希良                                                                 | |  |
| 4月25日    | 平山夢明、角松敏生                                                                 | |  |
| 4月26日    | ゲストなし                                                                         | |  |
| 4月30日    | 天野ひろゆき、草野満代、望月理恵                                                   | ラジオパーク2018の会場から1時間の生放送を行った                                                      |  |
| 5月1日     | 渡辺美里                                                                           | 14時～15時にかけて出演                                                                               |  |
| 5月2日     | 平山夢明                                                                           | |  |
| 5月7日     | 岩崎夏海、BOYS AND MEN                                                             | |  |
| 5月8日     | フィフィ、涙活アドバイザー 寺井広樹                                                | |  |
| 5月9日     | 平山夢明                                                                           | |  |
| 5月10日    | 松本明子、THE YELLOW MONKEY 廣瀬HEESEY洋一                                         | |  |
| 5月13日    | 岩崎夏海、AUN J CLASSIC ORCHESTRA                                                  | |  |
| 5月14日    | フィフィ、電車通勤士 田中一郎                                                      | |  |
| 5月15日    | 平山夢明、島津亜矢                                                                 | |  |
| 5月16日    | 肉山社長 光山英明                                                                  | |  |
| 5月21日    | 岩崎夏海、A.B.C-Z                                                                  | |  |
| 5月22日    | ビビる大木、石川さゆり                                                             | |  |
| 5月23日    | 平山夢明                                                                           | |  |
| 5月24日    | 和田アキ子 with BOYS AND MEN 研究生                                                | |  |
| 5月28日    | 岩崎夏海、奥田弦                                                                   | |  |
| 5月29日    | フィフィ、井上亘                                                                   | |  |
| 5月30日    | 平山夢明、谷村新司                                                                 | |  |
| 5月31日    | 福田正博                                                                           | |  |
| 6月4日     | 岩崎夏海、山田裕貴                                                                 | |  |
| 6月5日     | ビビる大木、飯田浩司アナウンサー                                                   | |  |
| 6月6日     | 平山夢明、山崎育三郎                                                               | |  |
| 6月11日    | ヨネスケ                                                                           | 特別企画1都3県レオ街っく天国第2弾 わが街沿線自慢グランプリのゲストとして出演                         |  |
| 6月12日    | 泉麻人                                                                             | 特別企画1都3県レオ街っく天国第2弾 わが街沿線自慢グランプリの元祖街歩きの達人として出演               |  |
| 6月13日    | 太川陽介                                                                           | 特別企画1都3県レオ街っく天国第2弾 わが街沿線自慢グランプリのゲストとして出演                         |  |
| 6月14日    | 吉田照美                                                                           | 特別企画1都3県レオ街っく天国第2弾 わが街沿線自慢グランプリのゲストとして出演                         |  |
| 6月18日    | 岩崎夏海、中川大地                                                                 | |  |
| 6月19日    | フィフィ、松山三四六                                                               | |  |
| 6月20日    | 平山夢明、土岐麻子                                                                 | |  |
| 6月21日    | 井上苑子                                                                           | |  |
| 6月25日    | 岩崎夏海、佐藤竹善                                                                 | |  |
| 6月26日    | フィフィ、島田秀平                                                                 | |  |
| 6月27日    | 平山夢明、U字工事                                                                  | |  |
| 6月28日    | SHISHAMO                                                                           | |  |
| 7月2日     | 岩崎夏海、ゴスペラーズ 安岡優、酒井雄二                                            | |  |
| 7月3日     | フィフィ、印度カリー子                                                             | |  |
| 7月4日     | 平山夢明、相田翔子                                                                 | |  |
| 7月5日     | 川嶋あい                                                                           | |  |
| 7月9日     | 岩崎夏海、祥子                                                                     | |  |
| 7月10日    | フィフィ、篠原さなえ                                                               | |  |
| 7月11日    | 平山夢明、MOON CHILDササキオサム                                                   | |  |
| 7月12日    | 志駕晃                                                                             | |  |
| 7月17日    | ビビる大木、石黒謙吾                                                               | |  |
| 7月18日    | 平山夢明、天童よしみ                                                               | |  |
| 7月19日    | ZIGGY 森重樹一                                                                     | |  |
| 7月23日    | 箱根小湧園ユネッサン 山田稔也、マテンロウ                                          | 箱根彫刻の森美術館より公開生放送                                                                     |  |
| 7月24日    | フィフィ、温泉OL 奥野靖子                                                          | |  |
| 7月25日    | 平山夢明                                                                           | |  |
| 7月26日    | ゲストなし                                                                         | |  |
| 7月30日    | 中山秀行                                                                           | 特別企画レオ街っく天国トークレジェンドとして出演                                                     |  |
| 7月31日    | 小倉智昭                                                                           | 特別企画レオ街っく天国トークレジェンドとして出演                                                     |  |
| 8月1日     | 吉田照美、坂本梨紗                                                                 | 吉田照美は特別企画レオ街っく天国トークレジェンドとして出演                                           |  |
| 8月2日     | 高島ひでたけ                                                                       | 別企画レオ街っく天国トークレジェンドとして出演                                                       |  |
| 8月6日     | 岩崎夏海                                                                           | |  |
| 8月7日     | フィフィ、小林幸子                                                                 | |  |
| 8月8日     | 平山夢明                                                                           | |  |
| 8月13日    | 岩崎夏美、石川ひとみ                                                               | |  |
| 8月14日    | ビビる大木、大久保博樹                                                             | |  |
| 8月15日    | 平山夢明、宇宙まお                                                                 | |  |
| 8月16日    | ダンス☆マン                                                                        | |  |
| 8月20日    | 岩崎夏美、堀内孝雄、三宅祐司                                                       | |  |
| 8月21日    | フィフィ、宮崎要輔                                                                 | |  |
| 8月22日    | 平山夢明、島谷ひとみ                                                               | |  |
| 8月23日    | 民謡ガール                                                                         | |  |
| 8月27日    | 岩崎夏美                                                                           | |  |
| 8月28日    | フィフィ、和合治久                                                                 | |  |
| 8月29日    | 平山夢明、RAG FAIR 奥村政佳                                                        | |  |
| 8月30日    | 菊池由美                                                                           | |  |
| 9月3日     | 岩崎夏美                                                                           | |  |
| 9月4日     | フィフィ、永松真依(かつおちゃん)                                                   | |  |
| 9月5日     | 平山夢明、馬場俊英                                                                 | |  |
| 9月6日     | 菊地由美、山田裕貴                                                                 | |  |
| 9月10日    | マシンガンズ                                                                       | |  |
| 9月11日    | フィンガー5 晃                                                                     | |  |
| 9月12日    | ゲストなし                                                                         | |  |
| 9月13日    | 菊地由美                                                                           | |  |
| 9月18日    | フィフィ、温泉ソムリエ 蘭華                                                        | |  |
| 9月19日    | 平山夢明                                                                           | |  |
| 9月20日    | 菊地由美                                                                           | |  |
| 9月25日    | ビビる大木、野草の匠 大海淳                                                        | |  |
| 9月26日    | 平山夢明、福島和可菜                                                               | |  |
| 9月27日    | 菊地由美、坂本冬美                                                                 | |  |
| 10月1日    | 岩崎夏美、高橋光臣                                                                 | |  |
| 10月2日    | フィフィ、山根千佳                                                                 | |  |
| 10月3日    | 平山夢明、D-51                                                                     | |  |
| 10月4日    | 菊地由美、向谷実                                                                   | |  |
| 10月9日    | フィフィ、格之進 柳原裕也                                                          | |  |
| 10月10日   | 平山夢明、大竹しのぶ                                                               | |  |
| 10月11日   | 菊地由美、岡本真夜                                                                 | |  |
| 10月15日   | 辰巳卓郎                                                                           | 特別企画 クイズで大放出レオなるど秋の大感謝祭！！のクイズのスペシャリストとして出演                  |  |
| 10月16日   | 小島慶子                                                                           | 特別企画 クイズで大放出レオなるど秋の大感謝祭！！のクイズのスペシャリストとして出演                  |  |
| 10月17日   | グッチ雄三                                                                         | 特別企画 クイズで大放出レオなるど秋の大感謝祭！！の料理のスペシャリストとして出演                    |  |
| 10月18日   | 中山秀征                                                                           | 特別企画 クイズで大放出レオなるど秋の大感謝祭！！不在の土屋礼央のフォロー役として出演                |  |
| 10月22日   | 有村昆(岩崎夏美のピンチヒッター)、大城美友                                         | |  |
| 10月23日   | フィフィ、なぞなぞの達人 高橋啓恵                                                  | |  |
| 10月24日   | 平山夢明、三浦祐太郎                                                               | |  |
| 10月25日   | 菊地由美、半崎美子                                                                 | |  |
| 10月29日   | ビビる大木(岩崎夏美のピンチヒッター)、大貫妙子                                     | |  |
| 10月30日   | フィフィ、サバイバルゲームの達人 桂三木助                                          | |  |
| 10月31日   | 平山夢明、 Have a Nice Day! 浅見北斗                                               | |  |
| 11月1日    | 菊地由美、奥村愛、岡田梨沙                                                         | |  |
| 11月5日    | 岩崎夏美、野宮真貴                                                                 | |  |
| 11月6日    | フィフィ、鈴木まこと                                                               | |  |
| 11月7日    | 平山夢明、八神純子                                                                 | |  |
| 11月8日    | 菊地由美、吉田山田                                                                 | |  |
| 11月12日   | 岩崎夏美、渡會将士                                                                 | |  |
| 11月13日   | フィフィ、仮面女子 桜雪                                                            | |  |
| 11月14日   | 平山夢明、里咲りさ                                                                 | |  |
| 11月15日   | 菊地由美、笹川美和、ももいろクローバーZ 百田夏菜子                                 | |  |
| 11月19日   | ビビる大木（岩崎夏海のピンチヒッター)、 ペナルティ ヒデ                            | |  |
| 11月20日   | フィフィ、スタンダップコメディ協会会長 清水宏                                      | |  |
| 11月21日   | 平山夢明、岸洋祐                                                                   | |  |
| 11月22日   | 菊地由美、中村雅俊                                                                 | 中村雅俊はいい夫婦の日スペシャルの特別ゲストとして出演                                               |  |
| 11月26日   | 岩崎夏海、ジャガーズ                                                               | |  |
| 11月27日   | 節約アドバイザー丸山晴美、防衛省陸上幕僚監部 林田賢明3等陸佐                       | フィフィは所属事務所のパーティーに出演の為不在                                                       |  |
| 11月28日   | 平山夢明、鶴                                                                       | |  |
| 11月29日   | 菊池由美、鈴木弘毅                                                                 | |  |
| 12月3日    | 岩崎夏海、来世たかお                                                               | |  |
| 12月4日    | フィフィ、北野貴子                                                                 | |  |
| 12月5日    | 平山夢明、西寄ひがし                                                               | |  |
| 12月6日    | 菊池由美、中村中                                                                   | |  |
| 12月10日   | 松本秀夫アナウンサー、Kis-My-Ft2(コメント)                                         | |  |
| 12月11日   | 垣花正アナウンサー、八木亜希子(コメント)、中川家(コメント)、Kis-My-Ft2(コメント)   | |  |
| 12月12日   | 上柳昌彦アナウンサー、三宅裕司(コメント)、土田晃之(コメント)、Kis-My-Ft2(コメント) | |  |
| 12月13日   | 飯田浩司アナウンサー、菊池由美、大橋未歩(コメント)、よゐこ(コメント)               | |  |
| 12月17日   | 岩崎夏海、ビビる大木                                                               | |  |
| 12月18日   | フィフィ、奥野靖子                                                                 | |  |
| 12月19日   | 平山夢明、有村昆                                                                   | |  |
| 12月20日   | 煙山光紀アウンサー、菊池由美、プレデター                                           | |  |
| 12月25日   | フィフィ、D.Y.T                                                                    | 東京ミッドタウン日々谷パークビューガーデン特設ステージから公開放送                                   |  |
| 12月26日   | 平山夢明、林哲司                                                                   | |  |
| 12月27日   | 菊池由美、島田修平                                                                 | |  |

### 2019年
| ゲスト一覧 | ゲスト一覧                    | ゲスト一覧                                         | ゲスト一覧 |
| 日時       | 日替わりパートナー            | ゲスト                                             | 備考 |
| ---------- | ----------------------------- | -------------------------------------------------- | --- |
| 1月7日     | 堀ちえみ                      | 山路力也                                           | |
| 1月8日     | 田中美和子                    | 立川志ら乃                                         | |
| 1月9日     | 里咲りさ                      | 嘉門タツオ                                         | |
| 1月10日    | 高田夏帆、菊池由美            | トレンドウオッチャー くどうみやこ                  | |
| 1月15日    | 井上咲楽                      | 東京大学総合研究博物館 鶴見英成                    | |
| 1月16日    | 姫乃たま                      | タブレット純                                       | |
| 1月17日    | 玉川美紗、菊地由美            | ヴァイオリニスト NAOTO                             | |
| 1月21日    | 馬場俊英                      | 浜端ヨウヘイ                                       | |
| 1月22日    | 佐藤竹善                      | 三山ひろし                                         | |
| 1月23日    | 渡辺美里                      | 具志堅用高                                         | |
| 1月24日    | ダイアモンド☆ユカイ、菊地由美 | 米倉利紀                                           | |
| 1月28日    | ビビる大木                    | SHE'S                                              | |
| 1月29日    | さかいゆう                    | 売野雅勇                                           | |
| 1月30日    | モト冬樹                      | 藤原紀香                                           | |
| 1月31日    | 松本ともこ、菊地由美          | アナログタロウ                                     | |
| 2月4日     | グッチ雄三                    | GUEEN                                              | 特別企画「サザン・ユーミン・ミスチル・クィーン レオなるど！青春の名曲深掘りスペシャル」のQueenを特集                |
| 2月5日     | 小林克也                      | 萩原健太                                           | 特別企画「サザン・ユーミン・ミスチル・クィーン レオなるど！青春の名曲深掘りスペシャル」のサザンオールスターズを特集 |
| 2月6日     | ミッツ・マングローブ          | 宮川彬良                                           | 特別企画「サザン・ユーミン・ミスチル・クィーン レオなるど！青春の名曲深掘りスペシャル」の松任谷由実を特集           |
| 2月7日     | チャンカワイ、菊地由美        | チャンカワイ                                       | 特別企画「サザン・ユーミン・ミスチル・クィーン レオなるど！青春の名曲深掘りスペシャル」のMr.Childrenを特集          |
| 2月12日    | 大木隆太郎                    | 長谷川晶一                                         | |
| 2月13日    | 宮脇詩音                      | レ・ロマネスク TOBI                                | |
| 2月14日    | HONEBONE EMILY、菊地由美      | NormCore                                           | HONEBONE EMILYは番組内で骨折を深掘りをした後に曲が放送され事がきっかけで招かれた                                    |
| 2月18日    | 笑福亭鶴光                    | はいだしょうこ、亀田誠治                           | |
| 2月19日    | 林家彦いち                    | フリーライター 高木圭介                            | |
| 2月20日    | 桂米助(ヨネスケ)              | ポセイドン 石川                                    | |
| 2月21日    | 林家きく姫、菊地由美          | kainatsu                                           | |
| 2月25日    | 徳光和夫                      | 板野友美                                           | |
| 2月26日    | 師岡正雄                      | 丘みどり                                           | |
| 2月27日    | ふかわりょう                  | JUNKYPOP                                           | |
| 2月28日    | 中尾隆聖                      | NONA REEVES 西寺郷太                               | |
| 3月4日     | 西川貴教                      | 佐藤アツヒロ                                       | |
| 3月5日     | 藤澤ノリマサ                  | ザ・ノンフィクション チーフプロデューサー 張江泰幸 | |
| 3月6日     | アコーディオン奏者 桑山哲也   | 石川さゆり                                         | |
| 3月7日     | 辛島美登里                    | 防災危機管理アドバイザー 山村武彦                  | |
| 3月12日    | いっこく堂                    | ラグビー登山家 長沢奏喜                            | |
| 3月13日    | ネプチューン 堀内健           | 前山田健一(ヒャダイン)                             | |
| 3月14日    | 一龍斎貞弥                    | 175R SHOGO                                         | |
| 3月18日    | にゃんこスター                | チャラン・ポ・ランタン                             | ニッポン放送イマジンスタジオから生放送                                                                              |
| 3月19日    | 徳永ゆうき                    | 東啓介                                             | |
| 3月20日    | 荻野目洋子                    | 高田漣                                             | |
| 3月25日    | ビビる大木                    | 岩崎夏海、チャーミングじろうちゃん                 | |
| 3月26日    | フィフィ                      | 土屋禮一(土屋礼央の父親)                           | |
| 3月27日    | 平山夢明                      | 福田正博                                           | |
| 3月28日    | 増山さやか                    | 土屋礼央                                           | 最終回 |

## スタッフ

### 過去
- 構成作家：川島大典、佐藤満春（木曜）[36]
- プロデューサー：白川陽子
- ディレクター：丹羽一弘（火曜）